# Habitatge al carrer Príncep de Bergara, 24-26 (l'Hospitalet de Llobregat)
L'habitatge al carrer Príncep de Bergara, 24-26 és un parell d'edificis noucentistes protegit com a bé cultural d'interès local a l'Hospitalet de Llobregat (Barcelonès).

## Descripció
És un conjunt de dos edificis entre mitgeres de planta baixa, tres pisos i terrat.
Al número 24 del carrer Príncep de Bergara, les obertures de la planta baixa són d'arc rebaixat, estan emmarcades per una motllura i llisa i, el parament del mur imita carreus de pedra. El tres pisos superiors tenen dues finestres al centre i un balcó a cada costat; aquestes obertures tenen la llinda decorada amb relleus. Hi ha esgrafiats amb motius florals i vegetals. Sota la balustrada que corona l'edifici hi ha una franja de dentellons. Sobre la porta principal hi ha un esgrafiat amb un medalló que duu la inscripció "AÑO 1925"
L'immoble del carrer Príncep de Bergara número 26 té dues obertures a cada nivell, seguint el mateix eix longitudinal. Les de la planta baixa, que corresponen al portal i la botiga, són d'arc rebaixat, i l'arrebossat del mur imita carreus de pedra. Als tres pisos s'obren un balcó i un òcul, de forma el·líptica, que correspon a l'escala: les llindes de les finestres balconeres tenen relleus vegetals i els òculs estan emmarcats amb una garlanda. Una cornisa amb sanefa decorada dona pas a la balustrada del terrat.

## Història
Tots dos edificis van ser encarregats per Josefa Pujol i Prats.